# S/2004 S 26
S/2004 S 26 è un satellite naturale irregolare del pianeta Saturno. In attesa della promulgazione di un nome definitivo da parte dell'Unione Astronomica Internazionale l'oggetto è tuttora noto mediante la sua designazione provvisoria.
Al momento della sua scoperta è il satellite più esterno del sistema saturniano.

## Storia
È un satellite naturale di Saturno e venne scoperto da Scott S. Sheppard, David Jewitt e Jan Kleyna il 7 ottobre 2019 in base alle osservazioni effettuate tra il 12 dicembre 2004 e il 21 marzo 2007.
S/2004 S 26 ha un diametro di 4 km ed orbita attorno a Saturno ad una distanza media di 26,738 × 109 m in 1624,2 giorni, con un'inclinazione di circa 171° rispetto all'equatore di Saturno; ha inoltre un'eccentricità di 0,148.

## Parametri orbitali
Il satellite è caratterizzato da un movimento retrogrado. Per le caratteristiche dei suoi parametri è considerato un membro del Gruppo Nordico.